# Waterboy
Waterboy (The Waterboy) è un film del 1998 diretto da Frank Coraci.

## Trama
Adam Sandler interpreta il ruolo di un ragazzo con disabilità mentale alle prese con il football americano, prima come porta acqua di una squadra universitaria (da qui il titolo "Waterboy") e poi come giocatore di talento. Inizialmente i compagni di squadra lo trattano male ma quando Bobby inizia
a far vincere la squadra con il suo grande talento le cose cambiano.